# Đắk R'Tih
Đắk R'Tih là một xã thuộc huyện Tuy Đức, tỉnh Đắk Nông, Việt Nam.

## Địa lý
Xã Đắk R'Tih nằm ở phía nam huyện Tuy Đức, có vị trí địa lý:
- Phía đông giáp các Trường Xuân, huyện Đắk Song và xã Đắk N'Drung
- Phía tây giáp xã Đắk Ngo
- Phía nam giáp xã Quảng Tân
- Phía bắc giáp các xã Quảng Tâm và Đắk Buk So.

Xã có diện tích 112,44 km², dân số năm 2006 là 4.966 người, mật độ dân số đạt 44 người/km².

## Hành chính
Xã Đắk R'Tih được chia thành 10 bon: Bu Đách, Bu Dơng, Bu Koh, Bu M'Lanh A, Bu M'Lanh B, Bu N'Đơr A, Diêng Ngaih, Ja Lú, Me Ra, Rơ Muôn và thôn Doãn Văn.

## Lịch sử
Trước đây, Đắk R'Tih là một xã thuộc huyện Đắk R'lấp.
Ngày 22 tháng 11 năm 2006, Chính phủ ban hành Nghị định 142/2006/NĐ-CP. Theo đó:
- Thành lập xã Quảng Tâm trên cơ sở 3.088 ha diện tích tự nhiên và 680 người của xã Đắk R'Tih, 3.907 ha diện tích tự nhiên và 2.348 người của xã Đắk Buk So
- Chuyển các xã Đắk Buk So, Đắk R'Tih và Quảng Tâm về huyện Tuy Đức mới thành lập.

Sau khi điều chỉnh địa giới hành chính, xã Đắk R'Tih còn lại 11.244 ha diện tích tự nhiên và 4.966 người.